# 國土交通省
國土交通省（日语：／ Kokudo Kōtsū shō */?），簡稱國交省，是日本的中央省廳之一，職責相當於各國的交通部與建設部。其掌管的事務相當廣泛，包括國土規劃與開發、基礎設施建設、交通運輸、氣象、海事安全、觀光事業推動等。
依據國土交通省設置法第3條，國土交通省的任務是「整備社會資本、推動交通政策、健全發展氣象業務並確保海上安全與治安，以達成國土全面且系統性的利用、開發及保存」。

## 概要
為了達成上述的國土交通省設置法第3條所列之任務，國土交通省管轄了包含國土計畫、都市、道路、建築物、住宅、河川、港灣、官廳營繕、國土測量、交通、觀光政策、氣象業務、災害對策、周邊海域治安等國土、交通、社會資本整備相關事項。
當初的英語名稱為「Ministry of Land, Infrastructure and Transport」，但從2008年1月8日成立觀光廳後加入了「觀光」意思的「Tourism」，使英語名稱更改為「Ministry of Land, Infrastructure, Transport and Tourism」。
國土交通省的標誌是意象化的漢字「心」。不僅表現了國土上人民的躍動感，也代表了北海道開發廳、國土廳、運輸省、建設省4省廳團結一心，一同邁向未來的躍動感。本標誌是透過職員投票所制定，現可見於省的信封與職員胸章等處。

## 變遷
隨著2001年1月6日實行的中央省廳重組，主管海陸空運輸、鐵路、港灣、船舶、交通、氣象等的行政機構的「運輸省」，主管道路、河川、政府廳舍建造維護、住宅及都市計劃等社會資本維護的建設事業的「建設省」，進行北海道綜合開發事務（河川、治山、農業及港灣等）的行政機構「北海道開發廳」，以及掌管土地、水資源、振興離島、災害對策和大都市圏政策等的國土行政的綜合行政機構「國土廳」等4個省廳，整併統合為國土交通省，重組規模龐大。
國土交通省成立後，舊運輸省的運輸政策局與舊建設省的建設經濟局整合為「綜合政策局」，舊國土廳的大都市圈整備局、地方振興局的各一部分整合為「國土計畫局」，舊建設省都市局與舊國土廳大都市圏整備局、地方振興局各一部分整合為「都市、地域整備局」，舊國土廳土地局與長官官房水資源部整合為「土地、水資源局」，舊運輸省海運局與海上技術安全局整合成立「海事局」，而舊建設省的河川局、道路局、住宅局，與舊運輸省的鐵道局、自動車交通局、航空局、港灣局保留。舊北海道開發廳成為單獨的北海道局。另外，舊國土廳的防災局移交內閣府管轄。
2008年10月1日，國土交通省新設了「觀光廳」、新設統合了「海難審判廳」的事故原因究明業務與「航空・鐵路事故調查委員會」的「運輸安全委員會」、廢除了「船員勞動委員會」，以及把原屬於該委員會的「中央勞動委員會」及「交通政策審議會」等移至其他部門管轄等大幅改組。是次在中央省廳中新設外局，是中央省廳重組以來的首次。
2011年7月1日，為了確立省內橫向體制與相關行政一元化，進行局處重整。河川局與土地、水資源局水資源部，都市、地域整備局下水道部重整為「水管理、國土保全局」，土地、水資源局的土地行政部局與綜合政策局內的建設產業行政部局重整為「土地、建設產業局」，國土計畫局與都市、地域整備局併入「國土政策局」與「都市局」，另還設置「國際統括官」，自動車交通局更名為「自動車局」。

## 掌管事務
國土交通省設置法第4條所列之事務如下。

| - 國土計畫（第1號） - 社會資本整備（第3號） - 交通整備、計畫、調整（第4號、第5號） - 土地使用及徵收（第6號） - 國家進行的土地測量、地圖製作（第9號） - 測量業（第10號） - 建設業（第11號） - 不動產業（第13號） - 住宅供給（第14號） - 海洋汚染及海上災害的防止（第15號） - 貨物流通（第17號） - 倉庫業（第18號） - 貨物利用運送事業（第19號） - 管道運輸事業（第20號） - 觀光地及觀光設施（第21號） - 旅行業（第22號） - 飯店及旅館登錄（第23號） - 各大都市圈、各地方的開發政策（第24號） - 北海道綜合開發計畫（第26號） - 地價對策（第29號） - 土地利用的調整（第30號） - 農住組合（第31號） - 地價公告（第32號） - 不動產鑑定估價（第33號） - 國土調査（第34號） - 水資源開發基本計畫（第35號） - 防止首都圈及近畿圈的既成都市區域的人口過度擁擠、近郊綠地保全（第38號） - 豪雪地帶的雪害防除（第40號） - 北方領土隣接地域的振興（第41號） - 愛努傳統及文化（第42號） - 災害地域的集體移居（第43號） - 都市計畫（第44號） - 市區整備（第45號） - 停車場（第46號） - 都市開發資金貸款（第47號） - 都市公園（第48號） - 都市綠地保全（第49號） - 市民農園（第50號） - 室外廣告（第51號） - 下水道（第53號） - 河川、水流及水面（第54號） - 水資源設施（第55號） - 治水、水利（第56號） - 公有水面的填埋及干拓（第57號） | - 運河（第58號） - 砂防（第59號） - 山崩、廢土山及斜坡崩壊、雪崩的防止（第60號） - 海岸管理（第61號） - 水防（第62號） - 公共土木設施的災害復舊事業（第63號） - 道路管理（第64號） - 收費道路（第65號） - 住宅供給、居住環境（第66號） - 住宅金融支援機構金融事業（第67號） - 建築物（第69號） - 建築士（第70號） - 鐵道、軌道、索道（第72～76號） - 道路運送（第77號） - 汽車總站（第78號） - 汽車登錄及汽車抵押（第79號） - 汽車整備事業（第81號） - 輕車輛及汽車用代燃裝置（第82號） - 機動車輛保險（第84號） - 政府掌管的機動車輛保險事業（第85號） - 水上運送（第86號） - 港灣運送（第87號） - 油汚染損害補償（第88號） - 海事思想的普及、宣傳（第89號） - 船舶登錄、安全、製造（第90號～93號） - 船舶用原子爐（第94號） - 摩托艇比賽（第95號） - 船員勞動條件、失業對策、教育（第96～98號） - 航行安全（第99號） - 船舶事故（第100號） - 港灣管理（第101號） - 航道管理（第102號） - 航空運送事業（第104號） - 航空機登錄、安全、製造（第105～107號） - 航空從事者的教育、養成（第108號） - 機場及航空保安設施（第109號） - 航道、航空交通管制（第110號） - 航空事故（第111號） - 官公廳設施的整備（第112號） - 交通安全基本計畫（第117號） - 海難審判（第118號） - 氣象業務（第119號） - 氣象、地象、水象預報及警報（第120號） - 海上保安（第121號） |

## 架構

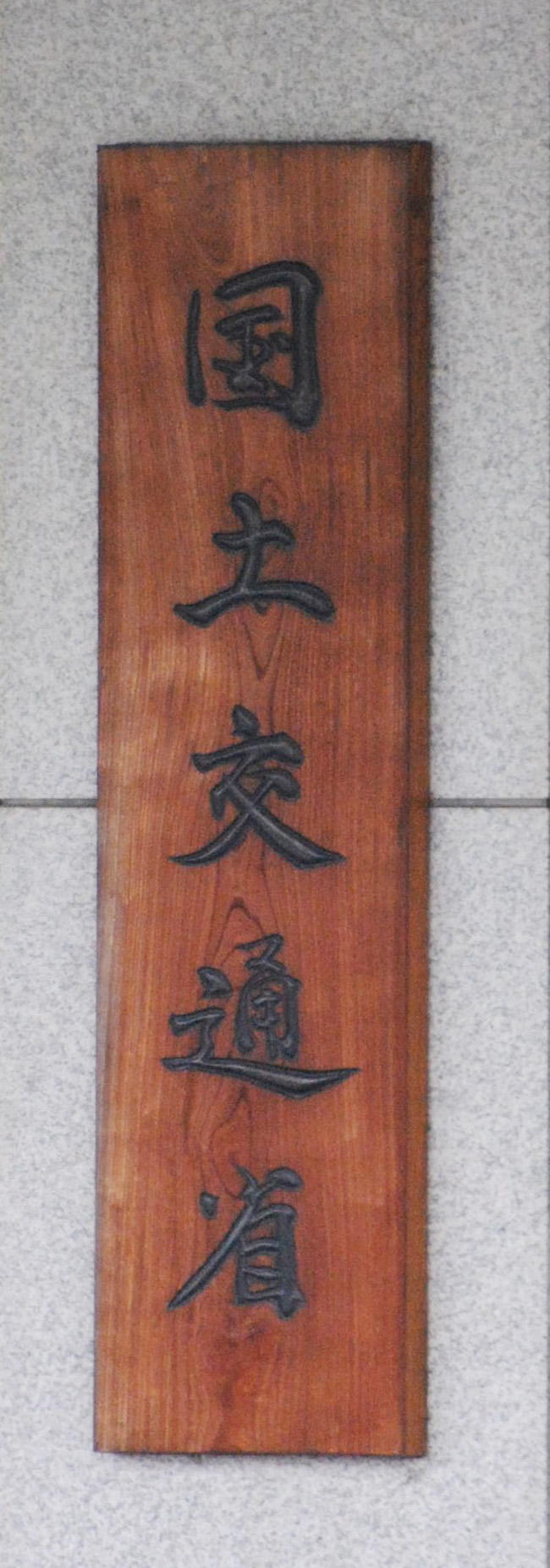
國土交通省牌匾。扇千景揮毫

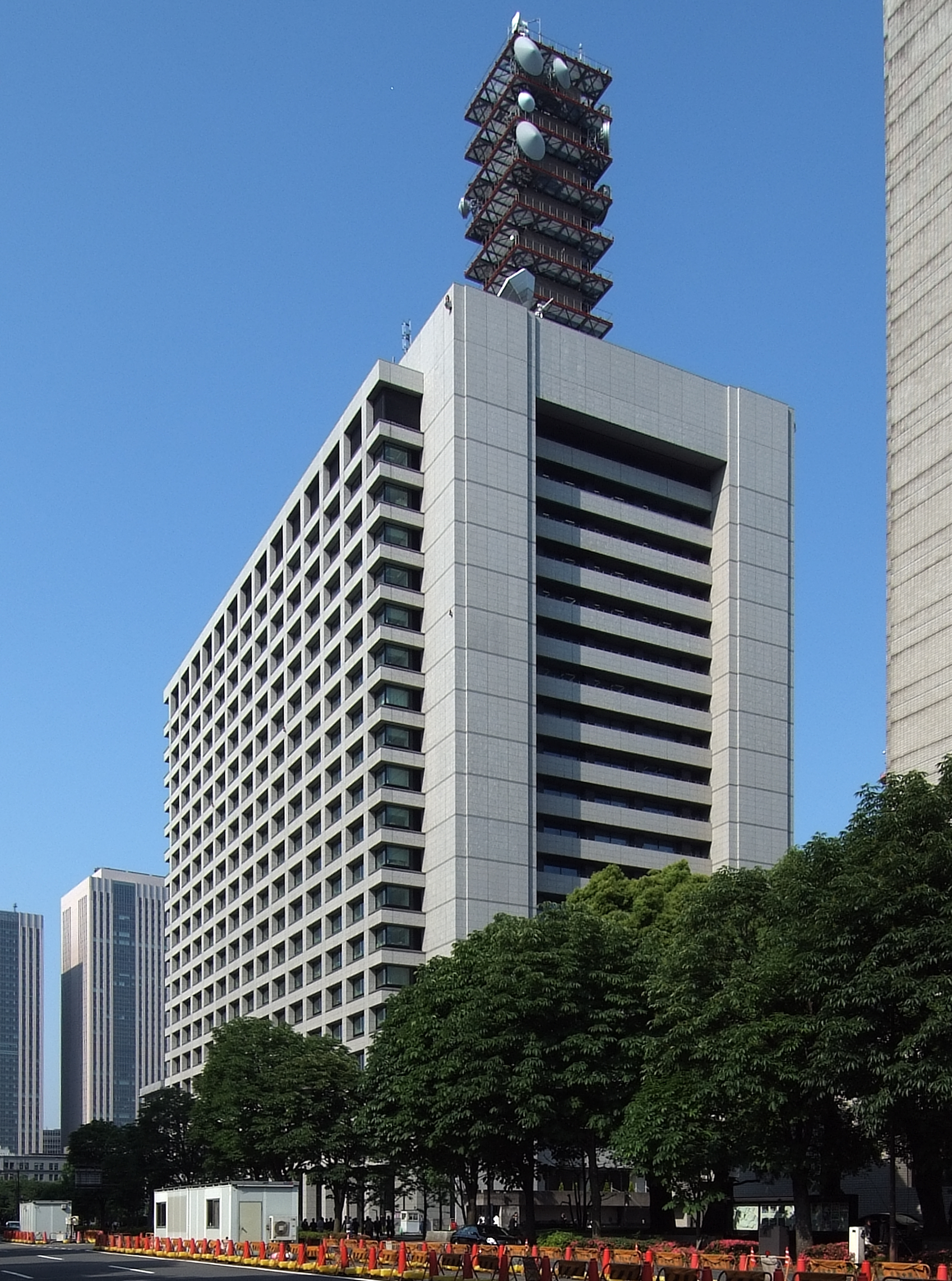
國土交通省分館（中央合同廳舍第2號館）

國土交通省的內部組織一般由國土交通省設置法、國土交通省組織令與國土交通省組織規則規定。觀光廳與氣象廳由省的設置法規定，而海上保安廳則由海上保安廳法規定。

### 幹部
- 國土交通大臣（法律第2條第2項）
- 國土交通副大臣 2人（國家行政組織法第16條）
- 國土交通大臣政務官 3人（國家行政組織法第17條）
- 國土交通大臣補佐官（1人、非必要） （國家行政組織法第17條之2）
- 國土交通事務次官（国家行政組織法第18條）
- 技監（法律第5條）

管理國土交通省所掌事務相關技術。次官級。
- 國土交通審議官 3人（法律第5條）

統整國土交通省所掌事務的重要政策相關事務。次官級。
- 國土交通大臣秘書官（日语：秘書官）

### 內部部局等
- 大臣官房（政令第2條）
  - 人事課（政令第22條）
  - 總務課
  - 廣報課
  - 會計課
  - 地方課
  - 福利厚生課
  - 技術調查課
  - 官廳營繕部（政令第2條第2項）
    - 管理課（政令第22條第2項）
    - 計畫課
    - 整備課
    - 設備、環境課
- 總合政策局
  - 總務課（政令第36條）
  - 政策課
  - 安心生活政策課
  - 環境政策課
  - 海洋政策課
  - 官民連携政策課
  - 物流政策課
  - 公共事業企畫調整課
  - 技術政策課
  - 國際政策課
  - 海外專案推進課
  - 情報政策課
  - 行政情報化推進課
  - 公共交通政策部（政令第2條第2項）
    - 交通計畫課（政令第36條第2項）
    - 交通支援課
- 國土政策局
  - 總務課（政令第62條）
  - 總合計畫課
  - 廣域地方政策課
  - 國土情報課
  - 地方振興課
  - 離島振興課
- 土地、建設產業局
  - 總務課（政令第71條）
  - 企畫課
  - 土地市場課
  - 地價調查課
  - 地籍整備課
  - 不動產業課
  - 不動產市場整備課
  - 建設業課
  - 建設市場整備課
- 都市局
  - 總務課（政令第81條）
  - 都市政策課
  - 都市安全課
  - 社區營造推進課
  - 都市計畫課
  - 市街地整備課
  - 街路交通設施課
  - 公園綠地、景觀課
- 水管理、國土保全局（日语：水管理・国土保全局）
  - 總務課（政令第91條）
  - 水政課
  - 河川計畫課
  - 河川環境課
  - 治水課
  - 防災課
  - 水資源部（政令第2條第2項）
    - 水資源政策課（政令第91條第2項）
    - 水資源計畫課

  - 下水道部
    - 下水道企畫課（政令第91條第3項）
    - 下水道事業課

  - 砂防部
    - 砂防計畫課（政令第91條第4項）
    - 保全課
- 道路局
  - 總務課（政令第105條）
  - 路政課
  - 道路交通管理課
  - 企畫課
  - 國道、防災課
  - 環境安全課
  - 高速道路課
- 住宅局
  - 總務課（政令第114條）
  - 住宅政策課
  - 住宅總合整備課
  - 安心居住推進課
  - 住宅生產課
  - 建築指導課
  - 市街地建築課
- 鐵道局
  - 總務課（政令第122條）
  - 幹線鐵道課
  - 都市鐵道課
  - 財務課
  - 鐵道業務政策課
  - 技術企畫課
  - 設施課
- 自動車局（日语：自動車局）
  - 總務課（政令第130條）
  - 安全政策課
  - 環境政策課
  - 技術政策課
  - 自動車情報課
  - 旅客課
  - 貨物課
  - 審查、召回課
  - 整備課
- 海事局
  - 總務課（政令第140條）
  - 安全、環境政策課
  - 海事人才政策課
  - 外航課
  - 內航課
  - 運航勞務課
  - 船舶產業課
  - 安全基準課
  - 檢查測度課
  - 海技課
- 港灣局
  - 總務課（政令第157條）
  - 港灣經濟課
  - 計畫課
  - 產業港灣課
  - 技術企畫課
  - 海洋、環境課
  - 海岸、防災課
- 航空局
  - 總務課（政令第164條）
  - 航空戰略課
  - 航空網路部（政令第2條第2項）
    - 航空網路企畫課
    - 航空事業課
    - 機場設施課
    - 首都圈空港課
    - 環境、地域振興課

  - 安全部
    - 安全企畫課
    - 空港安全、保安對策課
    - 運航安全課
    - 航空機安全課

  - 交通管制部
    - 交通管制企畫課
    - 管制課
    - 運用課
    - 管制技術課
- 北海道局
  - 總務課（政令第182條）
  - 預算課
  - 地政課
  - 水政課
  - 港政課
  - 農林水產課
- 政策統括官（日语：統括官）
- 政策統括官
- 國際統括官

### 各審議會
- 國土審議會（日语：国土審議会）（法律第6條）
- 社會資本維護審議會（日语：社会資本整備審議会）（法律第6條）
- 交通政策審議會（日语：交通政策審議会）（法律第6條）
- 運輸審議會（法律第6條）
- 中央建設工事紛爭審查會（日语：建設工事紛争審査会）（建設業法、法律第6條）
- 中央建設業審議會（建設業法、法律第6條）
- 土地鑑定委員會（日语：土地鑑定委員会）（地價公示法（日语：地価公示法）、法律第6條）
- 國土開發幹線汽車道路建設會議（日语：国土開発幹線自動車道建設会議）（國土開發幹線道路建設法、法律第6條）
- 中央建築士審查會（建築士法、法律第6條）
- 獨立行政法人評價委員會

### 設施等機關
- 國土交通政策研究所（日语：国土交通政策研究所）（政令第191條）
- 國土技術政策綜合研究所（日语：国土技術政策総合研究所）（政令第191條）
- 國土交通大學校（政令第191條）

- 航空保安大学校（政令第191條）

### 特別機關
- 國土地理院（法律第27條第1項）
  - 支所（法律第28條第3項）
- 小笠原綜合事務所（日语：小笠原総合事務所）（小笠原諸島復歸法令適用暫定措置等相關法律（日语：小笠原諸島の復帰に伴う法令の適用の暫定措置等に関する法律）、法律第27條第2項）
- 海難審判所（日语：海難審判所）（海難審判法、法律第27條第2項）
  - 地方海難審判所（海難審判法第11條）

### 地方支分部局
國土交通省的地方支分部局分為地方整備局、北海道開發局、地方運輸局、地方航空局與航空交通管制部（法律第30條）。
- 地方整備局（法律第30條）
  - 東北地方整備局（日语：東北地方整備局）（政令第206條）
  - 關東地方整備局（日语：関東地方整備局）
  - 北陸地方整備局（日语：北陸地方整備局）
  - 中部地方整備局（日语：中部地方整備局）
  - 近畿地方整備局（日语：近畿地方整備局）
  - 中國地方整備局（日语：中国地方整備局）
  - 四國地方整備局（日语：四国地方整備局）
  - 九州地方整備局（日语：九州地方整備局）
- 北海道開發局（日语：北海道開発局）
- 地方運輸局（日语：地方運輸局）
  - 北海道運輸局（政令第122條）
  - 東北運輸局（日语：東北運輸局）
  - 關東運輸局
  - 北陸信越運輸局（日语：北陸信越運輸局）
  - 中部運輸局（日语：中部運輸局）
  - 近畿運輸局（日语：近畿運輸局）
  - 中國運輸局（日语：中国運輸局）
  - 四國運輸局（日语：四国運輸局）
  - 九州運輸局（日语：九州運輸局）
- 地方航空局（日语：地方航空局）
  - 東京航空局（日语：東京航空局）（政令第217條）
  - 大阪航空局（日语：大阪航空局）
- 航空交通管制部
  - 札幌航空交通管制部（政令第219條）
  - 東京航空交通管制部
  - 福岡航空交通管制部
  - 那霸航空交通管制部

### 外局
- 觀光廳（國家行政組織法第3條第2項別表第1、法律第41條）
- 氣象廳
- 運輸安全委員會（國家行政組織法第3條第2項別表第1、運輸安全委員會設置法、法律第41條第2項）
- 海上保安廳（國家行政組織法第3條第2項別表第1、海上保安廳法（日语：海上保安庁法）、法律第41條第2項）

### 轄下法人
- 土木研究所（日语：土木研究所）
- 建築研究所（日语：建築研究所）
- 自動車技術綜合機構
- 海上、港灣、航空技術研究所
- 海技教育機構（日语：海技教育機構）
- 航空大學校（日语：航空大学校）
- 鐵道建設、運輸設施整備支援機構
- 國際觀光振興機構
- 水資源機構（日语：水資源機構）（與農林水產省、厚生勞動省、經濟產業省共管）
- 自動車事故對策機構（日语：自動車事故対策機構）
- 空港周邊整備機構（日语：空港周辺整備機構）
- 都市再生機構
- 奄美群島振興開發基金（日语：奄美群島振興開発基金）（與財務省共管）
- 日本高速道路保有、債務返濟機構（日语：日本高速道路保有・債務返済機構）
- 住宅金融支援機構（日语：住宅金融支援機構）（與財務省共管）

主管的特殊法人。
- 機場公司
  - 成田国際空港（日语：成田国際空港 (企業)）
  - 新關西國際機場（日语：新関西国際空港）
- JR集團
  - 北海道旅客鐵道（JR北海道）
  - 四國旅客鐵道（JR四國）
  - 日本貨物鐵道（JR貨物）
- 東京地下鐵（東京地下鐵）
- 道路公司
  - NEXCO
    - 東日本高速道路（NEXCO東日本）
    - 中日本高速道路（NEXCO中日本）
    - 西日本高速道路（NEXCO西日本）

  - 本州四國連絡高速道路（JB本四高速）
  - 都市高速道路管理、營運公司
    - 首都高速道路
    - 阪神高速道路

特別法律設立的民間法人（特別民間法人）。
- 日本勤勞者住宅協會（日语：日本勤労者住宅協会）
- 輕自動車檢査協會（日语：軽自動車検査協会）
- 日本小型船舶檢査機構（日语：日本小型船舶検査機構）
- 日本水先人會連合會（日语：日本水先人会連合会）

地方共同法人
- 日本下水道事業團（日语：日本下水道事業団）

特別法律設立的法人
- 船員災害防止協會（日语：船員災害防止協会）（與厚生勞動省共管）

## 財政
2018年度（平成30年度）的國土交通省一般會計最初預算為5兆9392億1541萬8千日圓。其中國土交通本省5兆3082億906萬日圓，佔全體約92%，國土技術政策綜合研究所50億3160萬8千日圓，國土地理院96億4034萬5千日圓，海難審判所9億7110萬7千日圓，地方整備局2411億3121萬9千日圓，北海道開發局539億3994萬3千日圓，地方運輸局215億2642萬5千日圓，地方航空局21億5060萬3千日圓，觀光廳264億3846萬3千日圓，氣象廳568億0332萬8千日圓，運輸安全委員會21億4229萬4千日圓，海上保安廳2112億3102萬3千日圓。
歲入預算為7484億3450萬5千日圓。其中，政府資產整理收入734億2543萬5千日圓，雜項收入6750億0907萬日圓。政府資產整理收入大部分是來自於回收金等收入（公共事業貸款償還款733億0469萬7千日圓），雜項收入大部分是來自於公共事業費負擔金（國家公共工程由地方自治體負擔之費用（5284億3270萬9千日圓）。
國土交通省管理自動車安全特別會計，與財務省共管財政投融資。另外，國會、裁判所、會計檢査院、內閣、內閣府、復興廳、總務省、法務省、外務省、財務省、文部科學省、厚生勞動省、農林水產省、經濟產業省、國土交通省、環境省及防衛省共管東日本大震災復興特別會計。

## 職員
2017年7月1日的國土交通省一般職在職人數現有56,287人（其中女性6,084人）。本省有38,583人（其中女性4,771人）、觀光廳103人（其中女性20人）、氣象廳4,794人（其中女性420人）、運輸安全委員會169人（其中女性14人）、海上保安廳12,638人（其中女性859人）。
行政機關職員定員令所定訂的國土交通省員額為58,408人（含特別職1人，平成30年9月30日以前為58,490人）。由國土交通省定員規則規定的本省與各外局員額，本省有3萬8965人(平成30年9月30日以前為3萬9047人）、觀光廳200人、氣象廳5,071人、運輸安全委員會178人、海上保安廳1萬3994人。
在職員組成上，技術系職員（技官）的採用比率較高。通過國家綜合職（舊「國家Ⅰ種」）試驗合格者（俗稱特考組）的國土交通省錄取職員中，每年約有七成左右是技術系，其大半是被稱為「工學」（舊「理工I」）的一般工學系試驗合格者。此外，國土交通省與特許廳、防衛裝備廳皆設有技官最高職技監職，同時技官出任事務方最高位的事務次官（國土交通事務次官）比率也與文部科學省並列最高。
國土交通省的一般職職員是非現業國家公務員，勞動基本權中的爭議權與團體協約締結權不受國家公務員法認可。由於具有團結權，職員可依國公法規定自由成立或加入勞動組合「職員團體」（國公法第108條之2第3項）。
2018年3月31日現在，人事院登錄的職員團體有275個團體（包含支部）。國土交通省也是唯一有管理職組成職員團體的府省。參與人數共有非管理職1萬3478人、管理職425人，組織率分別為38.2%、7.2%。現有的主要職員團體有國土交通勞動組合（國交勞組）、全北海道開發局勞動組合（全開發）、國土交通省職員組合（國交職組）、國土交通省管理職聯盟、沖繩國家公務員勞動組合氣象支部與國總研橫須賀職員組合。
國交勞組是2011年9月由國土交通省勞動組合共闘會議成立。共闘會議是由國土交通省全建設勞動組合（全建勞）、全運輸勞動組合（全運輸）、全運輸省港灣建設勞動組合（全港建）、全氣象勞動組合（全氣象）、海員學校職員組合（全海員）與海技大學校職員組合（海技大勞組）組成。最初的組織人數號稱達1萬7000人，是國交省內最大的工會。為國公勞連成員（全勞連系）。
國交職組前身是建設省職員組合（建職組），建設省整合入國土交通省時改為現名。組織人數約800人。源頭是1960年代建設省時代自全建勞分裂的舊全官公、同盟系的第2組合，現在是國公連合（連合系）成員。此外全開發與沖繩國家公務員勞動組合氣象支部也是國公連合成員。

## 幹部
現任一般職幹部如下。
- 事務次官：藤田耕三
- 技監：山田邦博
- 國土交通審議官：藤井直樹
- 國土交通審議官：由木文彥
- 國土交通審議官：栗田卓也
- 大臣官房長：野村正史
- 綜合政策局長：蒲生篤實
- 國土政策局長：坂根工博
- 土地、建設產業局長：青木由行
- 都市局長：北村知行
- 水管理、國土保全局長：五道仁美
- 道路局長：池田豐人
- 住宅局長：眞鍋純
- 鐵道局長：水嶋智
- 自動車局長：一見勝之
- 海事局長：大坪新一郎
- 港灣局長：高田昌行
- 航空局長：和田浩一
- 北海道局長：水島徹治
- 政策統括官：刀禰俊哉
- 政策統括官：深澤典宏
- 國際統括官：岡西康博

## 文宣
國土交通省編撰的白皮書有「國土交通白皮書」、「土地白皮書」、「觀光白皮書」、「日本水資源」、「首都圈白皮書」、「現在的氣象業務」（通稱氣象白書）與「海上保安報告」（舊稱海上保安白皮書）七種。其中「土地白皮書」、「觀光白皮書」、「首都圈白皮書」分別依土地基本法第10條、觀光立國推進基本法第8條與首都圈整備法第30條之2規定，收錄每年度政府向國會提出的報告書或施政文書。
作為國土交通省的宣傳月刊雜誌《國土交通》，由「社團法人運輸振興協會」、「社團法人建設公關協議會」、「財團法人國土計劃協會」、「財團法人北海道開發協會」4個團體共同發行，後於2009年3月號休刊。編輯發行主體改為國土交通省後於2009年12月以雙月刊的形式復刊。

## 外部連結
- （日語）國土交通省（页面存档备份，存于）